# Higashifushimi Kunihide
 (septembre 2016).
Higashifushimi Kunihide (東伏見 邦英), né prince Kuni Kunihide (邦 英 王) le 16 mai 1910 et mort le 1er janvier 2014, est un moine bouddhiste ainsi que le chef titulaire de l'Higashifushimi-no-miya, branche éteinte de la Maison impériale du Japon. Son nom de dharma est Jigo (慈洽). Il est le plus jeune frère de l'impératrice Kōjun et, ipso facto, l'oncle maternel de l'empereur Akihito. S'il avait conservé son statut impérial, au moment de sa mort il aurait été le membre le plus âgé de l'histoire de la famille impériale japonaise.

## Biographie
Higashifushimi Kunihide naît en tant que prince Kuni Kunihide (邦 英 王). Il est le plus jeune enfant du prince Kuniyoshi Kuni et de son épouse Shimazu Chikako. L'oncle du prince Kuni, le prince-amiral Yorihito Higashifushimi, alors chef de la branche dynastique Higashifushimi-no-miya, n'ayant pas d'héritier, l'adopte officieusement le 26 octobre 1919. À sa majorité, en 1930, Kuni Kunihide siège à la Chambre des pairs en tant que prince impérial. L'année suivante, en 1931, son cousin et beau-frère, l'empereur Hirohito, lui ordonne de renoncer à son statut de membre de la famille impériale afin de sauver la maison Higashifushimi de l'extinction ; après avoir quitté la famille impériale, il est anobli et devient comte Higashifushimi, il est également nommé Grand cordon de l'Ordre des fleurs de paulownia.
Après avoir obtenu son diplôme d'histoire à l'Université impériale de Kyoto, il y enseigne en tant que professeur jusqu'en 1952, date à laquelle il devient prêtre bouddhiste au Zenko-ji daikanshin à Nagano. L'année suivante, il est fait abbé de Shōren. En 1956, il obtient un doctorat d'histoire de l'art à l'Université de Kyoto, avec une thèse sur la période Asuka. En 1985, il est nommé président de l'Association de Kyoto des temples bouddhistes, poste qu'il occupe jusqu'à sa mort. En 2004, il laisse sa place d'abbé de Shōren à son second fils, devenant ainsi l'abbé émérite du monastère.
Malade depuis 2009, il meurt le 1er janvier 2014, à l'âge de 103 ans.

## Descendance[1]
- Higashifushimi Kuniko (né le 29 avril 1939)
- Higashifushimi Akiyoshi (né le 10 octobre 1940)
- Higashifushimi Jiko (né le 21 juin 1942)
- Higashifushimi Toshiyoshi (né en octobre 1945)

## Source de la traduction
- (en) Cet article est partiellement ou en totalité issu de l’article de Wikipédia en anglais intitulé « Higashifushimi Kunihide » (voir la liste des auteurs).